# Kallur Thekkummuri
Kallur Thekkummuri es una ciudad censal situada en el distrito de Thrissur en el estado de Kerala (India). Su población es de 17 480 habitantes (2011). Se encuentra a orillas del río Chalakudy a 12 km de Thrissur.

## Demografía
Según el censo de 2011 la población de Kallur Thekkummuri era de 17 480 habitantes, de los cuales 8401 eran hombres y 9079 eran mujeres. Kallur Thekkummuri tiene una tasa media de alfabetización del 95,71 %, superior a la media estatal del 94 %: la alfabetización masculina es del 97,47 %, y la alfabetización femenina del 94,10 %.